# جوز رخو
جوز رخو (الاسم العلمي:Juglans mollis) هو نوع من النباتات يتبع جنس الجوز من الفصيلة الجوزية.